# Alchemilla heteropoda
Alchemilla heteropoda es una especie de planta del género Alchemilla, perteneciente a la familia Rosaceae.

## Taxonomía
Alchemilla heteropoda fue descrita por Robert Buser en 1894.

## Distribución
Se encuentra en el territorio de Francia y Suiza.